# جيري هورتون
جيري هورتون (بالإنجليزية: Jerry Horton)‏ هو ملحن وعازف قيثارة أمريكي، ولد في 10 مارس 1975 في ديكسون في الولايات المتحدة.

## روابط خارجية
- جيري هورتون على موقع IMDb (الإنجليزية)
- جيري هورتون على موقع ديسكوغز (الإنجليزية)